# Mailles de Hautepierre
Les mailles de Hautepierre sont des sous-espaces du quartier de Hautepierre à Strasbourg (France), appelées ainsi ayant une structure hexagonale en « nid d’abeilles. »
Des prénoms féminins ont été attribués aux différentes mailles, mais ils ne sont plus utilisés que pour les mailles résidentielles.

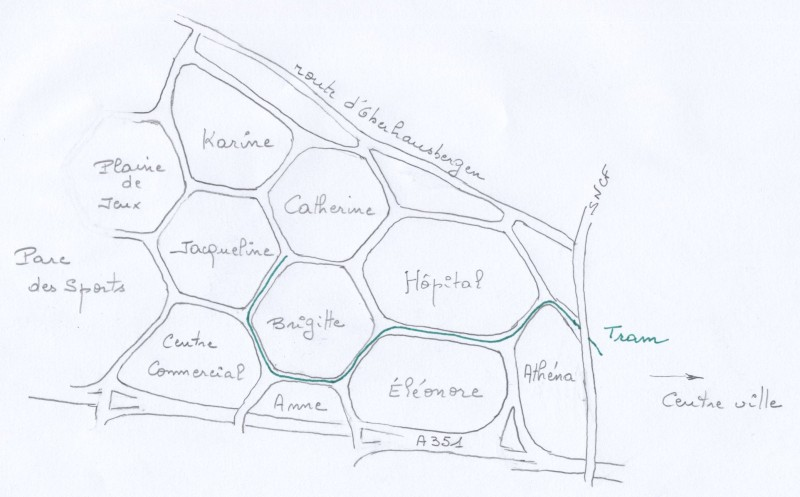
Schéma des mailles

## Histoire
Le quartier de Hautepierre a été construit entre 1968 et 1984 afin de loger l'explosion de la population strasbourgeoise.
Le quartier a été conçu par les architectes P. Dick puis P. Vivien. Il devait y avoir 13 mailles hexagonales sur l’ensemble du quartier (sud et nord).
Les réalisations résidentielles les plus précoces ont concerné les mailles Éléonore et Catherine (1969-1971), puis Jacqueline (1969-1973) ; ont suivi les mailles Brigitte (1973-1975) et Karine (1973-1981). La fin de construction des habitations se situe vers 1984, maille Brigitte et le long de la route d’Oberhausbergen.

## Toponymie
Le Conseil municipal donne au quartier le nom de Hautepierre, d’après le lieu-dit « Hohenstein », en juillet 1965.
Chacune des mailles dispose d'un nom de code évoqué par une lettre de l'alphabet (A, B, C, D, E, F, G, H, I, J et K) attribuée en forme d'escargot. La lettre est complétée par un prénom féminin à la mode de l'époque afin de rendre le quartier plus humain au projet et au contexte.

## Liste des mailles

### Anne
- place Alexandre Dumas

### Athéna
- rue Henri Bergson
- piste Hohenstein
- rue Thomas Mann

### Brigitte
- rue Benedetto Croce
- rue Gioberti
- rue Lamartine
- boulevard Victor Hugo

### Catherine
- boulevard Balzac
- place Chateaubriand
- place Flaubert
- place Stendhal

### Denise
- rue Adélaïde Hautval
- rue Albert Calmette
- place Maillon
- boulevard René Leriche

### Éléonore
- place Érasme
- boulevard La Fontaine
- place Montaigne
- place Pétrarque

### Karine
- rue Du Bellay
- rue François Villon
- rue Montesquieu
- place Alfred de Musset
- rue Rabelais
- boulevard Ronsard
- rue Villon (François)

### Irène
- place André Maurois
- rue Edmond Rostand

### Jacqueline
- place Büchner
- place Byron
- place André Chénier
- boulevard Dostoïevsky

### Nord
- rue Boileau
- rue La Bruyère
- rue Marivaux
- rue Paul Claudel
- rue Paul Valéry
- rue Alfred de Vigny

### Parc des sports
- rue Fénelon
- rue Baden-Powell

### Sud
- rue Jean Giraudoux